# Dalea radicans
Dalea radicans är en ärtväxtart som beskrevs av Sereno Watson. Dalea radicans ingår i släktet Dalea, och familjen ärtväxter. Inga underarter finns listade i Catalogue of Life.